# Satya Nandan

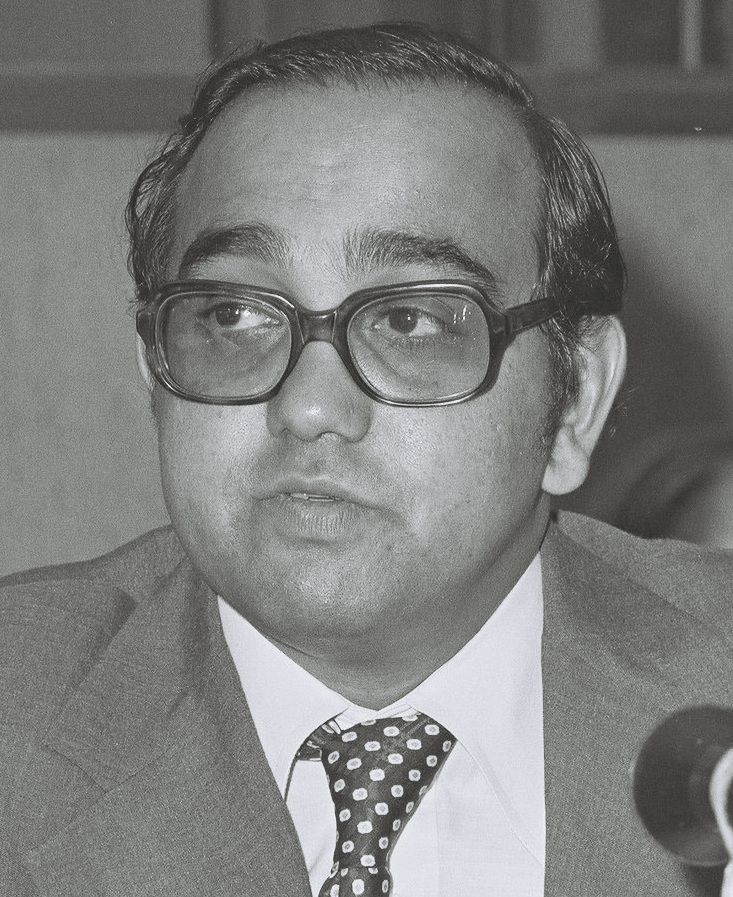
Satya Nandan (1977)

Satya N. Nandan (* 10. Juli 1936 in Suva; † vor oder am 26. Februar 2020 in New York City) war ein fidschianischer Rechtsanwalt und Diplomat.

## Werdegang
Nandan studierte Rechtswissenschaften an der University of London und war ein Barrister-at-Law of Lincoln’s Inn. Er war Anwalt und Notar am Supreme Court of Fiji. Von 1970 bis 1976 sowie von 1993 bis 1995 war er Vertreter seines Landes bei den Vereinten Nationen. Dazwischen war er von 1976 bis 1980 Botschafter bei der Europäischen Union, in Belgien, Frankreich, Italien, Luxemburg und den Niederlanden. 
Von März 1996 an war er für 12 Jahre Generalsekretär der Internationalen Meeresbodenbehörde. Ab dem 1. Januar 2009 war er Vorsitzender der Western and Central Pacific Fisheries Commission.

## Ehrungen (Auswahl)
- 1978: Commander des Order of the British Empire
- 1996: Großkreuz des Verdienstordens der Bundesrepublik Deutschland
- 2001: Companion des Order of Fiji